# Terrasson-Lavilledieu
Terrasson-Lavilledieu település Franciaországban, Dordogne megyében. Lakosainak száma 6262 fő (2022. január 1.). Terrasson-Lavilledieu Cublac, La Cassagne, Mansac, Pazayac, Les Coteaux Périgourdins, La Dornac, Coly-Saint-Amand, Condat-sur-Vézère, Le Lardin-Saint-Lazare, Beauregard-de-Terrasson és Villac községekkel határos.

## Népesség
A település népessége az elmúlt években az alábbi módon változott:
| Lakosok száma | 5528 | 6305 | 6004 | 6236 | 6212 | 6173 | 6202 | 6266 | 6264 | 6262 |
|               | 1968 | 1982 | 1990 | 2006 | 2013 | 2015 | 2017 | 2019 | 2020 | 2022 |